# Primera División de Chile 1939
El Campeonato Nacional de Fútbol de la Primera División de 1939 fue la séptima edición de la máxima categoría del fútbol de Chile, correspondiente a la temporada 1939.
Disputado entre el 15 de abril y el 7 de diciembre de 1939, su organización estuvo a cargo de la Asociación Central de Football, y contó con la participación de 10 equipos, todos de la ciudad de Santiago. La competición se disputó bajo el sistema de todos contra todos, en tres ruedas. Al término de las primeras dos ruedas se acordó eliminar el último equipo de la tabla de posiciones.
El campeón del torneo fue Colo-Colo, que obtuvo su segundo título en la Primera División.

## Equipos participantes

### Ascensos
| Pos. | Ascendidos de la Serie B Profesional de Chile 1938 |
| ---- | -------------------------------------------------- |
| 1.º  | Metropolitano                                      |
| 2.º  | Santiago National                                  |
| 3.º  | Universidad Católica                               |
| 4.º  | Green Cross                                        |

### Información
Unión Española disputó un solo encuentro —cayó derrotado por 2-4 ante Colo-Colo— con el nombre de «Central», en el inicio del campeonato. Posteriormente, el club entró en receso por decisión de la directiva, a causa de la guerra civil española, por lo cual el resultado fue anulado y excluido de las estadísticas, y sus jugadores en libertad de acción.
| Equipo               | Ciudad   |
| -------------------- | -------- |
| Audax Italiano       | Santiago |
| Badminton            | Santiago |
| Colo-Colo            | Santiago |
| Green Cross          | Santiago |
| Magallanes           | Santiago |
| Metropolitano        | Santiago |
| Santiago Morning     | Santiago |
| Santiago National    | Santiago |
| Universidad Católica | Santiago |
| Universidad de Chile | Santiago |

## Desarrollo

### Primera etapa
| Pos. | Equipo               | Pts. | PJ | G | E | P | GF | GC | Dif. | Clasificación |
| ---- | -------------------- | ---- | -- | - | - | - | -- | -- | ---- | ------------- |
| 1    | Colo-Colo            | 13   | 9  | 6 | 1 | 2 | 38 | 19 | +19  |               |
| 2    | Badminton            | 13   | 9  | 6 | 1 | 2 | 32 | 21 | +11  |               |
| 3    | Magallanes           | 13   | 9  | 6 | 1 | 2 | 35 | 27 | +8   |               |
| 4    | Universidad de Chile | 11   | 9  | 5 | 1 | 3 | 24 | 15 | +9   |               |
| 5    | Santiago Morning     | 11   | 9  | 5 | 1 | 3 | 37 | 29 | +8   |               |
| 6    | Audax Italiano       | 10   | 9  | 4 | 2 | 3 | 28 | 24 | +4   |               |
| 7    | Universidad Católica | 9    | 9  | 4 | 1 | 4 | 22 | 28 | −6   |               |
| 8    | Santiago National    | 5    | 9  | 1 | 3 | 5 | 15 | 27 | −12  |               |
| 9    | Green Cross          | 4    | 9  | 2 | 0 | 7 | 21 | 34 | −13  |               |
| 10   | Metropolitano        | 1    | 9  | 0 | 1 | 8 | 14 | 42 | −28  | Eliminado     |

 Fuente: RSSSF

### Segunda etapa
| Pos. | Equipo               | Pts. | PJ | G | E | P | GF | GC | Dif. | Clasificación |
| ---- | -------------------- | ---- | -- | - | - | - | -- | -- | ---- | ------------- |
| 1    | Colo-Colo            | 14   | 8  | 6 | 2 | 0 | 27 | 12 | +15  |               |
| 2    | Santiago Morning     | 11   | 8  | 5 | 1 | 2 | 25 | 16 | +9   |               |
| 3    | Audax Italiano       | 10   | 8  | 4 | 2 | 2 | 24 | 18 | +6   |               |
| 4    | Universidad Católica | 10   | 8  | 4 | 2 | 2 | 18 | 11 | +7   |               |
| 5    | Magallanes           | 9    | 8  | 3 | 3 | 2 | 18 | 19 | −1   |               |
| 6    | Green Cross          | 7    | 8  | 3 | 1 | 4 | 22 | 31 | −9   |               |
| 7    | Universidad de Chile | 5    | 8  | 2 | 1 | 5 | 11 | 17 | −6   |               |
| 8    | Badminton            | 3    | 8  | 1 | 1 | 6 | 14 | 18 | −4   |               |
| 9    | Santiago National    | 3    | 8  | 1 | 1 | 6 | 10 | 27 | −17  | Eliminado     |

 Fuente: RSSSF

### Tercera etapa
| Pos. | Equipo               | Pts. | PJ | G | E | P | GF | GC | Dif. |
| ---- | -------------------- | ---- | -- | - | - | - | -- | -- | ---- |
| 1    | Colo-Colo            | 11   | 7  | 5 | 1 | 1 | 25 | 13 | +12  |
| 2    | Audax Italiano       | 8    | 7  | 3 | 2 | 2 | 21 | 17 | +4   |
| 3    | Santiago Morning     | 8    | 7  | 4 | 0 | 3 | 22 | 18 | +4   |
| 4    | Green Cross          | 8    | 7  | 3 | 2 | 2 | 25 | 20 | +5   |
| 5    | Universidad Católica | 7    | 7  | 2 | 3 | 2 | 12 | 12 | 0    |
| 6    | Badminton            | 6    | 7  | 2 | 2 | 3 | 15 | 24 | −9   |
| 7    | Universidad de Chile | 4    | 7  | 1 | 2 | 4 | 14 | 20 | −6   |
| 8    | Magallanes           | 4    | 7  | 0 | 4 | 3 | 14 | 24 | −10  |

 Fuente: RSSSF

### Tabla general
| Pos. | Equipo               | Pts. | PJ | G  | E | P  | GF | GC | Dif. | Clasificación |
| ---- | -------------------- | ---- | -- | -- | - | -- | -- | -- | ---- | ------------- |
| 1    | Colo-Colo (C)        | 38   | 24 | 17 | 4 | 3  | 90 | 44 | +46  | Campeón       |
| 2    | Santiago Morning     | 30   | 24 | 14 | 2 | 8  | 84 | 63 | +21  |               |
| 3    | Audax Italiano       | 28   | 24 | 11 | 6 | 7  | 73 | 59 | +14  |               |
| 4    | Universidad Católica | 26   | 24 | 10 | 6 | 8  | 52 | 51 | +1   |               |
| 5    | Magallanes           | 26   | 24 | 9  | 8 | 7  | 67 | 70 | −3   |               |
| 6    | Badminton            | 22   | 24 | 9  | 4 | 11 | 61 | 63 | −2   |               |
| 7    | Universidad de Chile | 20   | 24 | 8  | 4 | 12 | 49 | 52 | −3   |               |
| 8    | Green Cross          | 19   | 24 | 8  | 3 | 13 | 68 | 85 | −17  |               |
| 9    | Santiago National    | 8    | 17 | 2  | 4 | 11 | 25 | 54 | −29  |               |
| 10   | Metropolitano        | 1    | 9  | 0  | 1 | 8  | 14 | 42 | −28  |               |

 Fuente: RSSSF
|                   |
| Campeón Colo-Colo |
| 2.do título       |

## Estadísticas

### Goleadores

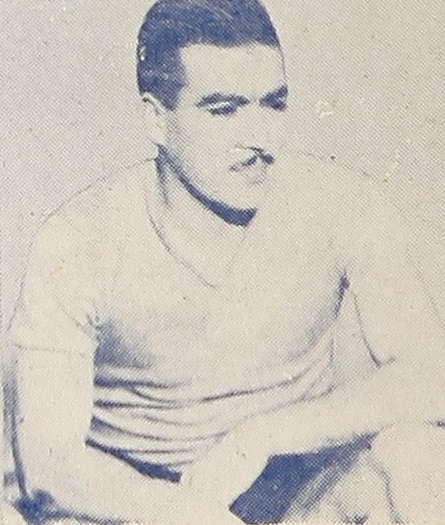
Alfonso Domínguez, de Colo-Colo, goleador del campeonato con 32 goles.

| Pos. | Nombre            | Equipo    | Goles |
| ---- | ----------------- | --------- | ----- |
| 1    | Alfonso Domínguez | Colo-Colo | 32    |